# Rufo Herrera
Rufo Herrera (Río Primero, departamento de Córdoba (Argentina), 1 de agosto de 1933) é um compositor, bandoneonista e educador musical argentino radicado no Brasil desde 1963.
É autor de mais de 200 obras, dentre elas, sete concertos para solista, cinco óperas, quatro cantatas, três bailados, duas sinfonias e diversas peças de câmara, no âmbito da música erudita contemporânea, além de composições de caráter popular.
É fundador do Grupo Oficcina Multimédia e da Orquestra Ouro Preto, com a qual já gravou quatro discos - Bandoneón, Latinidade I, II e III.
É Doutor Honoris Causa, pela Universidade Federal de Ouro Preto, onde foi professor convidado por 25 anos.

## Biografia
Herrera conheceu o instrumento bandoneón aos 5 anos de idade, quando o bandoneonista cordobés Ciriaco Ortiz, convidado à casa de vizinhos de Rufo, tocou uma milonga ao redor da fogueira. "Nem consegui dormir naquela noite. Decidi que aquele era meu instrumento." Só aos dez anos pôde começar a tocar, com um modelo Doble A (O termo Doble A faz alusão à marca de um dos melhores bandoneones da história — os AA, siglas do nome Alfred Arnold, famoso fabricante alemão de bandoneóns —, considerado "los stradivarius de los fueyes", ou os stradivarius dos foles, em referência aos foles dos bandoneóns"). Caçula de oito irmãos, filho de Cristina Cejas e Pedro Herrera, um camponês que tocava violão, Rufo Herrera foi aprendendo músicas folclóricas sozinho, que tirava de ouvido, até ganhar experiência, tocando em festas e programas de rádio. O primeiro deles foi na LV3 Radio de Córdoba. O "duende", como batizou o seu instrumento, lhe apareceu em 1938 e definiu a sua trajetória.

"El Duende" - O Bandoneón Doble A de Rufo Herrera

Ainda em Córdoba, recebeu orientação do acordeonista e bandoneonista Pedro "Tarzán" Garbero. Em 1957, foi para Buenos Aires, onde realizou estudos de aperfeiçoamento em bandoneón com Marcos Madrigal e ingressou no Conservatório Nacional, onde estudou violoncelo com o professor Roberto Libón. Após uma viagem por vários países da América Latina estabeleceu-se em São Paulo e radicou-se definitivamente no Brasil no ano de 1963.

## Carreira
Iniciou, em 1961, uma viagem por vários países da América Latina para realizar pesquisa sobre aspectos estruturais, timbrísticos e estéticos da música dos povos remanescentes das civilizações originais dos subcontinentes centro e sul americanos. Em 1963, estabeleceu-se em São Paulo e desenvolveu seus estudos de composição sob a orientação do maestro e compositor brasileiro Olivier Toni - e piano complementar - com Marta Cerri.
Em 1966 é convidado pela Gravadora Farroupilha Discos LTDA, de São Paulo, criada pelos músicos gaúchos Tasso Bangel e Danilo Vidal para gravar o LP "Tangos de Vanguardia y Milongas Tradicionales". Ao Bandoneón Rufo estava acompanhado de um quinteto composto por Miguel Angel del Rio e Elias Slon[carece de fontes?] (Violinos), Lázaro David Wenger (Piano), Gabriel Bahlis e Tapajós (Baixos) e Poly (Guitarra). Todos os arranjos foram criados por Rufo Herrera. O LP contava com seis temas de Astor Piazzola - Bandó, Rio Sena, Nonino, Contrabajeando, Lo que Vendrá e Guardia Nueva, além de interpretações suas sobre milongas tradicionais e outros tangos de vanguarda da época, como Taquito Militar, de Mariano Mores, Siluetas Porteñas, de Argentino Ledesma, Milonga de Mis Amores, de Pedro Laurenz, El Torito e El Esquinazo, de Ángel Villoldo e La Puñalada, de Pintín Castellanos.
Ainda em 1966, convidado pelo grupo de compositores da Escola de Música da Universidade Federal da Bahia, transfere-se para Salvador, integrando o movimento emergente da música contemporânea brasileira. Ali desenvolve, sob orientação do compositor suíço-brasileiro Ernst Widmer, ampla pesquisa e aperfeiçoamento na linguagem musical contemporânea e suas novas técnicas de estruturação incluindo as multimídias.
Estreia como compositor em 1968, no Festival de Música Contemporânea brasileira de São Caetano do Sul (SP), com a obra "Oito Variações para Orquestra de Cordas Sobre um Tema Pentatónico", interpretado pela Orquestra Musicâmera de São Paulo regida pelo Maestro Thomas Di Jaime.
Estreou mais de 50 trabalhos considerados dentro da expressão de vanguarda no período de 1969 a 1976. Na UFBA atuou com nomes como Lindembergue Cardoso, Milton Gomes e Walter Smetak, entre outros. Este coletivo lançou pelo selo da Escola de Música da UFBA, duas coletâneas intituladas "Compositores da Bahia". A faixa 1 do lado B do volume 2 desta coletânea, lançada em 1970, era uma obra de Rufo Herrera intitulada Enantiodromia. Os músicos Jean Noel Saghaard, na flauta, Klaus Haefele, no clarinete, Carlos Moreira, na trompa, Fernando Santos, no vibrafone e Pierre Klose, no piano, compuseram o conjunto de músicos da Orquestra Sinfônica da UFBA que interpretou essa obra.
Dentre outros trabalhos criados no início dos anos 70 com os Grupos Experimentais de Dança e de Compositores da Bahia, Rufo, dirigiu e compôs a trilha sonora da ópera Onirak (13 de outubro de 1973), com direção coreográfica de Lia Robatto, regência de Jorge Ledezma Bradley e participação de 14 artistas. Um grupo de cantores chamado Octeto, recitava o poema cidade/city/cité de Augusto de Campos. A produção ainda contava com um curta-metragem projetado no cenário, dirigido pelo artista plástico e cineasta baiano Chico Liberato. Realizou diversas outras parcerias com Chico Liberato, entre elas, a criação da trilha sonora do curta-metragem Caipora (1974)), e uma adaptação da sua ópera Antístrofe (1972), como trilha sonora do filme de animação homônimo realizado por Liberato nesse mesmo ano. A convite do Instituto Nacional da Cultura do Panamá, em 1976, criou e implementou nesse país oficinas de criação e repertório como nova proposta para a formação de compositores em centros onde não existam escolas superiores de música. Esse trabalho teve continuidade sob a orientação do compositor Raul Sarmiento (Guatemala) e, posteriormente, Reque Cordeiro, panamenho radicado nos Estados Unidos.
Também no ano de 1976, é convidado pelo diretor teatral carioca João das Neves, para criar a trilha sonora do espetáculo O último carro. Os dois ainda trabalharam juntos em 1983 na cantata multimeios Continente Zero Hora - espetáculo que comemorava os 20 anos da Fundação de Educação Artística - e em 1992 na peça Primeiras Estórias, baseada no livro homônimo de Guimarães Rosa. Rufo e João se conheceram na Bahia na década de 1970 e sua amizade durou até o falecimento de João das Neves em 2018.
Ainda em 1976, no mês de julho, é convidado por Berenice Menegale, diretora da F.E.A, e, à época coordenadora do Festival de Inverno da Universidade Federal de Minas Gerais e realiza em Ouro Preto oficina de arte integrada desenvolvendo um trabalho processual com as diversas áreas da criação artística. Esse trabalho teve continuidade na edição seguinte do festival, em 1977, resultando na criação e posterior profissionalização do Grupo Oficcina Multimédia, que está sob a direção de Ione de Medeiros, desde 1983. A proposta do grupo foi acolhida pela Fundação de Educação Artística de Belo Horizonte (F.E.A.), entidade à qual o compositor permanece ligado desde 1977 até os dias atuais. O GOM foi responsável por utilizar, pela primeira vez em cena, no espetáculo Sinfonia em Ré-fazer (1978), os instrumentos criados por Marco Antônio Guimarães, que fundaria o grupo Uakti naquele mesmo ano. Rufo então, já residindo em Belo Horizonte, integrou a equipe do Centro Latino Americano de Criação e Difusão Musical, criado em 1986 no 1º Encontro de Compositores Latino Americanos, sob os auspícios da F.E.A., da Funarte e do Ministério da Cultura. 
De 1982 a 1985, realizou cursos e organizou grupos de música e teatro pelo interior de Minas Gerais, principalmente na região do Vale do Jequitinhonha, participando também dos "Festivais da Cultura Popular".

Junto ao Quinteto lançou três discos, Tocata Del Alba, em 1995, Toda Música, em 1999 e Balada para un loco, em 2008. Neste último participaram o pianista Wagner Sander e a cantora lírica mineira Sylvia Klein. Essa foi a primeira e única incursão do Quinteto Tempos no terreno da música cantada.

Rufo Herrera acompanhado dos bandoneonistas Otto Hanriot (à esquerda) e Francisco Cesar (à direita) em um recital-palestra na Universidade Federal de Ouro Preto em 2018

De 1994 a 2019 foi professor na Universidade Federal de Ouro Preto (UFOP), onde, junto ao professor e maestro Ronaldo Toffolo, fundou a Orquestra Experimental da UFOP, atual Orquestra Ouro Preto. Realizou atividades culturais na cidade de Ouro Preto, tendo sido agraciado com os títulos de Doutor Honoris Causa pela UFOP (2005) e de Cidadão Honorário, concedido em Novembro de 2005 pela Câmara Municipal de Ouro Preto.
Foi premiado no Festival de Cinema de Brasília de 1995 pela melhor trilha sonora original do curta Negócio da China.
Em 2001, estreou a cantata cênica "Sertão Sertões", sobre texto extraído de Grande Sertão: Veredas, de Guimarães Rosa, no Palácio das Artes, em Belo Horizonte.

Trio de Bandoneóns - Rufo Herrera acompanhado dos músicos Francisco Cesar (à direita) e Otto-Hanriot à esquerda

Em 2018, Rufo Herrera se juntou a dois outros bandoneonistas, Otto Hanriot e Francisco Cesar, que também foram seus discípulos no instrumento, para apresentar a obra para três bandoneóns "Variações Ad Libitum". O concerto integrou a programação musical do festival Verão Arte Contemporânea daquele ano.
Em 2020 Rufo Herrera e a Orquestra Ouro Preto fizeram uma participação no documentário Babenco - Alguém Tem que Ouvir o Coração e Dizer: Parou em homenagem ao diretor argentino radicado no Brasil Héctor Babenco, falecido em 2016. O longa foi dirigido por Bárbara Paz, viúva de Babenco.
No mês de agosto, ainda em 2020, Rufo Herrera se apresentou com a Orquestra Ouro Preto em uma live no palco do Grande Teatro do Sesc Palladium, em um concerto comemorativo dos 20 anos de criação da Orquestra.
No mês de março de 2021, por ocasião do centenário de Astor Piazzolla, Rufo convidou os músicos Fernando Santos (contrabaixo) e Antônio Viola (Violoncelo), integrantes do Quinteto Tempos e da Orquestra Sinfônica de Minas Gerais para homenagear o centenário de Astor Piazzolla, com uma interpretação da obra Adiós Nonino, em uma versão on-line, devido ao distanciamento social, imposto pela pandemia da COVID-19. O conjunto formado pelo encontro dos músicos foi intitulado Tempos Três.
No dia 07 de julho de 2021 Rufo Herrera participou como solista do Concerto Você Decide, no qual interpretou duas músicas clássicas argentinas, La cumparsita (1915), de Gerardo Matos Rodríguez e El Choclo (1903), de Ángel Villoldo. A live da Orquestra Ouro Preto inovou ao proporcionar uma interação com o público, que podia escolher o repertório através de votação no Chat do YouTube. No dia 12 de junho de 2022, no Sesc Palladium, Rufo Herrera participou como solista junto à Orquestra Ouro Preto, no concerto Piazzolla 101, no qual interpretou três músicas clássicas argentinas Libertango (1974), de Astor Piazzolla, La cumparsita (1915), de Gerardo Matos Rodríguez e El Choclo (1903), de Ángel Villoldo. O concerto, que integra a série "Domingos Clássicos" teve sucesso de público e ainda contou com a presença do violinista Cármelo De Los Santos.
No dia 7 de agosto de 2022, a Fundação de Educação Artística organizou um concerto em homenagem aos 89 anos de Rufo Herrera. Vários convidados apresentaram obras do compositor para diferentes formações instrumentais, algumas praticamente inéditas. Neste concerto foram apresentadas as seguintes obras de Rufo: Noturno - para piano e cordas, de 1996, Ideofonia 1 - para clarineta, violoncelo e piano de 1982, Andinas nº 3, para viola caipira de 2007, Senda Aymará - para flauta e violão, de 2011, Ambitus Naturalis - para quarteto de cordas, de 1991, Luar de Agosto, para Bandoneón Solo, de 2015.
O concerto ainda contou com a participação de Berenice Menegale que executou a obra para piano solo Eterne, de Marco Antônio Guimarães e do Grupo Oficcina Multimédia que fez uma leitura ilustrada do conto Minas Gerais, de Guimarães Rosa.
No dia 18 de novembro de 2022 foi lançado o primeiro episódio da websérie intitulada “Tempos Três: Uma cronologia do tango”.
Com textos introdutórios seguidos de números musicais ilustrativos, Rufo conta o desenvolvimento do ritmo portenho, desde seus primórdios até os dias atuais. Além de Rufo, os músicos mineiros Fernando Santos (contrabaixo) e Antonio Viola (violoncelo) compõem o conjunto Tempos Três, que interpreta as obras apresentadas.
No primeiro episódio, é abordada a música "El Choclo", composta por Ángel Villoldo em 1903.
Em abril de 2023, foi realizada em Belo Horizonte, uma série de eventos em homenagem aos 90 anos de Rufo Herrera
No dia 18 de outubro de 2023, a deputada Lohanna França do Partido Verde conferiu um diploma referente a voto de congratulações em homenagem aos 90 anos de Rufo Herrera e à importância da obra do bandoneonista e de sua influência e contribuição para a cultura mineira e brasileira.
Em 1985, Rufo Herrera estreou a ópera Balada para Matraga encomendada pelo Palácio das Artes, baseada no texto de Guimarães Rosa. Em de outubro de 2023, quase quarenta anos depois e comemorando os noventa anos do compositor, a ópera ganhou uma nova e ambiciosa produção, que contou com os corpos artísticos estáveis da instituição, a Orquestra Sinfônica e o Coral Lírico de Minas Gerais, a Cia. de Dança Palácio das Artes e um elenco de destacados cantores e atores, que ficou em cartaz entre os dias 25 e 29 de outubro de 2023 no Grande Teatro desta casa. Uma versão resumida da obra foi apresentada, no dia 21 de outubro, na Gruta de Maquiné, em Cordisburgo, terra natal de Rosa.
Em 2025, na abertura da temporada da série Domingos Clássicos, a Orquestra Ouro Preto comemorou os 25 anos de existência e ao mesmo tempo realizou um tributo ao seu criador Rufo Herrera. Na apresentação Rufo executou algumas músicas de seu repertório. O concerto também contou com a participação do bandoneonista Otto Hanriot e do Quinteto Tempos, grupo formado por Rufo em 1992.

## Discografia
- Tangos de Vanguardia y Milongas Tradicionales (com quinteto formado para a gravação) — LP — 1966
- Compositores da Bahia 2 (participação com a faixa Enantiodromia com quinteto formado para a gravação – lançado pela Universidade Federal da Bahia) — LP — 1970
- MEC 71 Música do Brasil (participação com a faixa Engramas – com o Grupo de Pesquisas da Rádio MEC) — LP —1977
- Tudo e todas as coisas, do grupo Uakti (participação na faixa "A grande virgem [Para Walter Smetak – In memoriam]" - Composição com Marco Antônio Guimarães e interpretação ao Bandoneón) — Vinil — 1984
- Tocata Del Alba (com Quinteto Tempos) — CD — 1995
- Toda Música (com Quinteto Tempos) — CD — 1999
- Bandonéon (com Orquestra Experimental da UFOP) — CD — 2002
- Latinidade I (com Orquestra Experimental da UFOP) — CD — 2007
- Balada para un loco (com Quinteto Tempos, Sylvia Klein e Wagner Sander) — CD — 2008
- Latinidade II - Música para as Américas (com Orquestra Ouro Preto) — CD e DVD — 2015
- Suíte Austral (solo) — Disponível em Streaming — 2017
- Arranjos e adaptações para estudo do bandoneón solo[60] — Disponível em Streaming — 2023